# Ďáblický hřbitov
Ďáblický hřbitov, při svém založení nazýván Pražský ústřední hřbitov, se rozkládá v severní části Prahy na Střížkově, Ďáblická 564/2A, na rozhraní se čtvrtí Ďáblice. Svou rozlohou 14,3 hektarů je po Olšanských hřbitovech druhým největším hřbitovem v Praze. Je památkově chráněn od roku 1958, v roce 2017 byl prohlášen národní kulturní památkou České republiky.
V městské části Ďáblice je také menší starý ďáblický hřbitov s rozlohou 0,2 ha založený v roce 1896.

## Historie
Velký hřbitov byl vybudován v letech 1912 až 1914 v kubistickém slohu podle projektu architekta Vlastislava Hofmana.
Protože bylo potřeba nahradit dosavadní vnitropražské hřbitovy a odlehčit centrálním Olšanským hřbitovům, navrhla roku 1922 Státní regulační komise vybudovat tři velké hřbitovy na obvodu Prahy. Pro obyvatele na pravém břehu Vltavy v severovýchodní část Prahy měl sloužit tento ďáblický hřbitov, pro jihovýchodní část Prahy byl naplánován hřbitov na Chodovci a pro levý břeh Vltavy hřbitov v Ruzyni na Dlouhé míli. V červenci 1925 určil Městský úřad regulační v souhlasu se stanoviskem Státní regulační komise kromě jejich umístění i rozlohu, která měla dosáhnout 560 000 m². Realizována však byla jen část plánu.

## Součástí

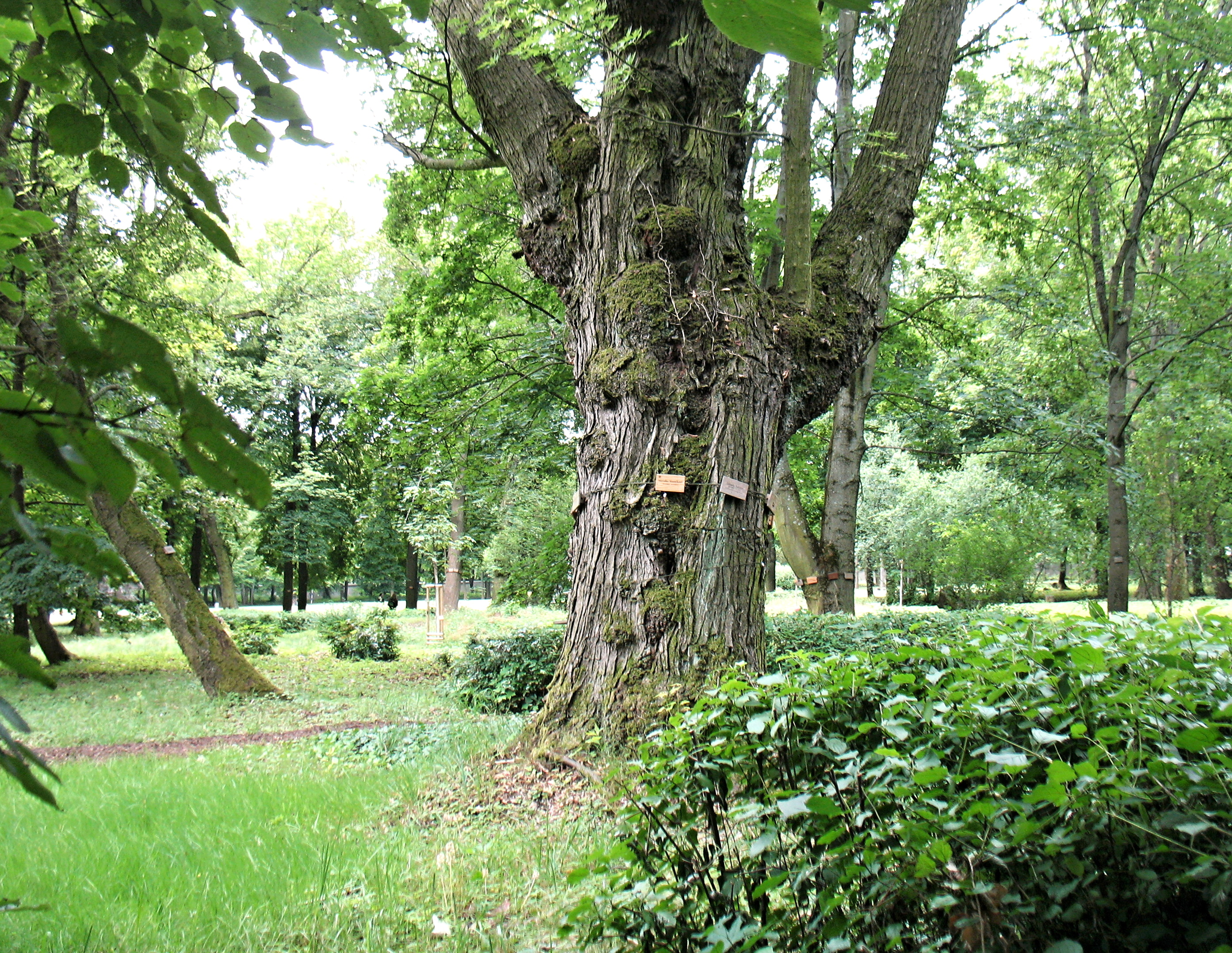
Les vzpomínek

V jižní části hřbitova je rozptylová loučka s novou obřadní síní. Vedle ní je také od roku 2015 Les vzpomínek, jedná se zhruba o tři sta vzrostlých stromů, k jejichž kořenům se v urnách z rozložitelného materiálu ukládá popel zesnulých. Kmeny památečních stromů jsou opatřeny dřevěnými cedulkami se jmény zemřelých. Nedaleko je také od roku 2023 Luční hřbitov, určený k ekologickému pohřbívání těl do země.
V severní části je také malá část, kde se ukládají ostatky neznámých osob, často obětí trestných činů a lidí bez domova, které z různých důvodů nebylo možné identifikovat. Tyto nelze podle zákona o pohřebnictví zpopelnit.

V prostřední části hřbitova je Čestné pohřebiště bojovníků z barikád, kde  jsou umístěny hroby jugoslávských a italských partyzánů i oběti květnového povstání v roce 1945 od mostu Barikádníků.
V severní části hřbitova je čestné pohřebiště popravených a umučených obětí komunismu v 50. letech, zřízené v devadesátých letech 20. století. Mimo jiných je zde pohřbena matka bratrů Mašínů a další. Na stejném místě byli pohřbíváni i padlí účastníci protinacistického odboje, údajně např. Jan Kubiš, Jozef Gabčík nebo Václav Morávek. Do roku 2014 zde byl pohřben v hromadném hrobě Josef Toufar, katolický kněz umučený v roce 1950 ve vyšetřovací vazbě (v roce 2014 exhumován a 12. července 2015 pohřben ve své farnosti v Číhošti na Vysočině). 
Kromě toho zde od roku 1943 byly pohřbívány do společných hrobů ostatky neidentifikovaných osob, sebevrahů, lidských ostatků po pitvách apod. V neoznačených hrobech je zde pohřbeno i několik popravených nacistických zločinců, např. K. H. Frank. 

### Pohřbení
Nachází se zde přes dvacet tisíc evidovaných řadových hrobů. V rodinném hrobě je zde pochován básník a překladatel Kamil Bednář, jeho manželka Emilie Bednářová a její sestra Ludmila Jiřincová.
Společnou hrobku zde mají salesiáni. Je zde pohřbena také Anna Janatková.

## Zajímavosti
Roku 1912 byla současně s Ďáblickým hřbitovem plánována výstavba nového městského hřbitova v Hostivaři, která se však nerealizovala. V témže roce se Elektrické podniky královského hlavního města Prahy začaly zajímat o možnost přepravy pohřbů elektrickými tramvajemi.